# Lieftinckia salomonis
Lieftinckia salomonis – gatunek ważki z rodziny pióronogowatych (Platycnemididae); jest gatunkiem typowym rodzaju Lieftinckia. Endemit Wysp Salomona; występuje głównie na wyspie Guadalcanal, stwierdzono go także w grupie wysp Nowa Georgia.
Gatunek i rodzaj opisał w 1957 roku Douglas Eric Kimmins w oparciu o dwa samce i samicę odłowione w grudniu 1953 roku w Tapenanje na wyspie Guadalcanal.